# Karp-Preis
Der Karp-Preis (englisch Karp Prize) ist ein von der Association for Symbolic Logic seit 1973 für ein herausragendes Buch oder einen herausragenden Aufsatz in symbolischer Logik vergebener Preis. Er wird alle fünf Jahre vergeben und die preisgekrönten Arbeiten sollten auch überwiegend aus den letzten fünf Jahren zuvor stammen. Er ist nach Carol Karp (1926–1972) benannt, einer Professorin für Logik an der University of Maryland.

## Preisträger
- 1978 Robert Vaught
- 1983 Saharon Shelah
- 1988 Donald A. Martin, John R. Steel, W. Hugh Woodin
- 1993 Ehud Hrushovski, Alex Wilkie
- 1998 Ehud Hrushovski
- 2003 Gregory Hjorth, Alexander S. Kechris
- 2008 Zlil Sela
- 2013 Moti Gitik, Ya’acov Peterzil, Jonathan Pila, Sergei Startschenko, Alex Wilkie
- 2018 Matthias Aschenbrenner, Lou van den Dries, Joris van der Hoeven
- 2023 John R. Steel